# Міщанин-шляхтич
«Міщанин-шляхтич» (фр. Le Bourgeois gentilhomme) — комедія-балет на 5 дій французького письменника Мольєра з музикою Жана Люллі, вперше поставлена у 1670.
Комедія-балет — популярний у Франції 17 ст. театральний жанр, в якому балетні сцени чергуються з розмовними. Більша частина п'єси «Міщанин-шляхтич» написана прозою, віршований тільки вступ.

## Дійові особи
- Пан Журден
- Пані Журден
- Люсіль, їхня дочка
- Клеонт, закоханий в Люсіль
- Маркіза Дорімена
- Граф Дорант, закоханий в Дорімену
- Ніколь, служниця Журдена
- Ков'єль, слуга Клеонта
- Учитель музики
- Учень вчителя музики
- Учитель танців
- Учитель фехтування
- Учитель філософії
- Кравець
- Учень кравця
- Двоє слуг

## Синопсис
Пан Журден, буржуа середнього віку, батько якого розбагатів, торгуючи тканинами, має марнославне бажання стати аристократом. Він замовляє собі новий барвистий аристократичний одяг, демонструючи відсутність смаку, починає брати уроки зі шляхетних мистецтв: фехтування, танцю, музики й філософії, роблячи дурня з себе, зі своїх учителів, і з шляхетних мистецтв. Його заохочує розорений аристократ Дорант. Він зневажає Журдена, проте потурає його ілюзіям, намагаючись видурити в нього гроші для сплати своїх боргів.
Журден мріє одружити свою доньку Люсіль з аристократом, але сама Люсіль закохана в міщанина Клеонта. Слуга Журдена Ков'єль з допомогою пані Журден, розсудливою жінкою, організовує інсценізацію — видає переодягненого Клеонта за турецького принца. Журден хапається за можливість поріднитися із закордонним монархом, його переконують, що як батько нареченої, він теж буде висвячений у дворянство. П'єса завершується церемонією цього гротескного посвячення, балетною сценою, відомою як «турецька церемонія».

## Історія
У листопаді 1669 Париж відвідала делегація послів султана Османської імперії (Оттоманської Порти) Мехмеда IV. Бажаючи справити враження на послів, Людовик XIV прийняв їх у всій своїй величі. Але блиск алмазів, золота і срібла, розкіш дорогих тканин залишили турецьку делегацію байдужою. Досада короля була тим сильнішою, бо, як виявилося, глава делегації Солиман-ага виявився дурисвітом, а не послом турецького султана. Людовик замовляє Мольєру і Люллі «смішний турецький балет», в якому була б висміяна турецька делегація, для чого призначає йому консультанта, шевальє д'Арв'є, що недавно повернувся з Туреччини і знайомого з їхньою мовою, звичаями та традиціями. Навколо «Турецької церемонії» протягом 10 днів репетицій створили імпровізоване подання «Міщанина-шляхтича», показане королю і королівському двору 14 жовтня 1670 року в замку Шамбор в декораціях Карло Вігарані від спектаклю «Пан де Пурсоньяк» та з танцями П'єра Боша. Через місяць спектакль був перенесений на постійну сцену Мольєра, в театр Пале-Рояль, перший спектакль в Парижі відбувся 28 листопада 1670.
Комедія писалася в рамках класицизму, в ній збережена обов'язкова для класичної п'єси триєдність: єдність місця (будинок пана Журдена), часу (дія укладається о 24 годині) і дії (вся п'єса побудована довкола однієї головної ідеї). У кожному з основних персонажів підкреслена одна провідна межа в сатиричному перебільшенні.
Історія створення комедії Міщанин-шляхтич. Тематика і проблематика п’‎єси, її загальнолюдське значення

## Аналіз твору
Тема твору — схибленість Журдена на шляхетності; критика аристократії і викриття рабського плазування буржуазії перед панівним класом.
Жанр твору — комедія-балет, класицистична комедія з елементами народного фарсу, античної комедії та комедій доби Відродження.
Головна проблема відображає певний історичний етап розвитку буржуазії у Франції. Новоспечені буржуа, які накопичили чимало грошей, через особливості суспільного устрою відчували свою меншовартість порівняно із дворянами. Тому вони намагалися слідувати дворянським манерам, стилю поведінки, одягу, способу життя.
Що висміює Мольєр
Висміювання безпідставних претензій буржуа Журдена на аристократизм, інтелігентність і освіченість

## Сюжет твору
Здавалося б, чого ще потрібно поважному Журдену? Гроші, сім'я, здоров'я — усе, що тільки можна побажати в нього є. Але Журдену захотілося стати аристократом, уподібнитися знатним панам. Манія його заподіювала багато незручностей і хвилювань рідним, зате була на руку найнятим кравцям, перукарям і вчителям, що обіцяли за допомогою свого мистецтва зробити з Журдена блискучого, знатного кавалера. От і тепер двоє вчителів — танців і музики — разом зі своїми учнями чекали появи господаря будинку. Журден запросив їх для того, щоб вони веселим і вишуканим поданням прикрасили обід, що він улаштовував на честь однієї титулованої особи
Ставши перед музикантом і танцюристом, Журден спочатку запропонував їм оцінити свій екзотичний халат — такий, за словами його кравця, по ранках носить уся знать — і нові лівреї своїх лакеїв. Від оцінки смаку Журдена, вочевидь, безпосередньо залежав розмір майбутнього гонорару знавців, тому вони були захопленими.
Халат, утім, став причиною деякої затримки, оскільки Журден довго не міг вирішити, як йому краще слухати музику — в ньому або без нього. Вислухавши ж серенаду, він порахував її пріснуватою й своєю чергою виконав жваву вуличну пісеньку, за яку знову вдостоївся похвал і запрошення крім інших наук зайнятися також музикою з танцями. Прийняти це запрошення Журдена переконали запевнення вчителів у тім, що кожний знатний пан неодмінно навчається й музиці, й танцям
До наступного прийому вчитель музики підготував пасторальний діалог. Журдену він загалом сподобався: оскільки не можна обійтися без цих вічних пастушків і пастушок — добре, нехай собі співають. Представлений учителем танців і його учнями балет припав Журдену зовсім до смаку.
Окрилені успіхом у наймача, вчителі вирішили кувати залізо, поки гаряче: музикант порадив Журдену обов'язково влаштовувати щотижневі домашні концерти, як це робиться, за його словами, у всіх аристократичних будинках; учитель танців одразу взявся навчати його найвишуканішому з танців — менуету.
Вправи у витончених рухах перервав учитель фехтування, викладач науки наук — уміння завдавати ударів, а самому таких не одержувати. Учитель танців і його колега-музикант дружно не погодилися із заявою фехтувальника про безумовний пріоритет уміння битися над їхніми освяченими століттями мистецтвами. Слово за слово, й через кілька хвилин між трьома вчителями почалась бійка.
Коли прийшов учитель філософії, Журден зрадів — кому як не філософові надоумити тих, що б'ються. Той охоче узявся за діло примирення: згадав Сенеку, застеріг супротивників від гніву, що принижує людську гідність, порадив зайнятися філософією, цією найпершою з наук… Отут він переборщив. Його стали бити разом усі три вчителі.
Побитий, але все-таки без каліцтв, учитель філософії зрештою зміг розпочати урок. Оскільки Журден відмовився займатися як логікою — слова там вже надто хитромудрі, — так і етикою — до чого йому наука зменшувати пристрасті, якщо однаково, коли вже розійдеться, ніщо його не зупинить, — учений чоловік став відкривати йому таємниці правопису.
Практикуючись у вимові голосних звуків, Журден радів, як дитина, але коли перші захоплення минули, він розкрив учителеві філософії великий секрет: він, Журден, закоханий у якусь великосвітську даму, і йому потрібно написати цій дамі записочку. Для філософа це була дрібниця, однак Журден попросив його обійтися прози й віршів. Чи знав поважний буржуа, що тут його очікувало одне з найбільш приголомшливих у житті відкриттів — виявляється, коли він кричав служниці: «Ніколь, подай туфлі й нічний ковпак», з вуст його, подумати тільки, виходила найчистіша проза!
Утім, і в області словесності Журден був усе-таки таки не ликом шитий — хоч як силувався вчитель філософії, йому не вдалося поліпшити складений Журденом текст: «Прекрасна маркізо! Ваші прекрасні очі обіцяють мені смерть од любові».
Філософові довелося вийти, коли Журдену доповіли про кравця. Той приніс новий костюм, скроєний, природно, за останньою придворною модою. Підмайстри кравця, танцюючи, внесли обнову й, не перериваючи танцю, оділи в неї Журдена. При цьому досить постраждав його гаманець: підмайстри не скупилися на улесливі «ваша милосте», «ваша ясносте» і навіть «світлосте», а надзвичайно розчулений Журден — на чайові.
У новому костюмі Журден намірився прогулятися вулицями Парижа, але дружина рішуче стала проти цього його наміру — і без того над Журденом сміється пів міста. Взагалі, на її думку, йому пора вже одуматися й залишити свої придуркуваті примхи: до чого, питається, Журдену фехтування, якщо він не має наміру нікого вбивати? навіщо вчитися танцям, коли ноги й без того от-от відмовлять?
Заперечуючи безглуздим доводам жінки, Журден спробував вразити її зі служницею плодами своєї вченості, але без особливого успіху: Ніколь преспокійно вимовляла звук «в», навіть не підозрюючи, що при цьому вона витягає губи й зближує верхню щелепу з нижньою, а рапірою вона запросто завдала Журдену кілька уколів, які він не відбив, оскільки неосвічена служниця колола не за правилами.
У всіх дурницях, яким віддавався її чоловік, пані Журден винила знатних панів, що почали віднедавна водити з ним дружбу. Для придворних франтів Журден був звичайною дійною коровою, він же, у свою чергу, перебував у впевненості, що дружба з ними дає йому значні — як їх там — ро-га-тиви.
Одним з таких великосвітських друзів Журдена був граф Дорант. Ледь увійшовши у вітальню, цей аристократ приділив кілька вишуканих компліментів новому костюму, а потім швидко згадав про те, що нині ранком він говорив про Журдена в королівській опочивальні. Підготувавши таким маніром ґрунт, граф нагадав, що він винен своєму другові п'ятнадцять тисяч вісімсот ліврів, так що тому прямий резон позичити йому ще дві тисячі двісті — для рівного рахунку. На подяку за цю й наступні позики Дорант взяв на себе роль посередника в серцевих справах між Журденом і предметом його поклоніння — маркізою Доріменою, заради якої й готувався обід.
Пані Журден, щоб не заважала, у цей день була відправлена на обід до своєї сестри. Про задум чоловіка вона нічого не знала, сама ж була стурбована влаштуванням долі своєї дочки: Люсіль начебто б відповідала взаємністю на ніжні почуття юнака на ймення Клеонт, що як зять досить підходив пані Журден. На її прохання Ніколь, зацікавлена в одруженні молодої пані, тому що сама вона збиралася заміж за слугу Клеонта, Ков'єля, привела юнака. Пані Журден відразу відправила його до чоловіка просити руки доньки.
Однак першій, і загалом єдиній, вимозі Журдена до здобувача руки Люсіль Клеонт не відповідав — він не був дворянином, тоді як батько бажав зробити дочку в найгіршому разі маркізою, а то й герцогинею. Одержавши рішучу відмову, Клеонт зажурився, але Ков'єль думав, що ще не все втрачено. Вірний слуга задумав зіграти з Журденом один жарт, благо в нього були друзі-актори, і відповідні костюми були під рукою.
Тим часом доповіли про прибуття графа Доранта й маркізи Дорімени. Граф привів даму на обід аж ніяк не з бажання зробити приємне хазяїнові будинку: він сам давно доглядав за вдовою маркізою, але не мав можливості бачитися з нею ні в неї, ні в себе — це могло б скомпрометувати Дорімену. До того ж всі божевільні витрати Журдена на подарунки й різноманітні розваги для неї він спритно приписував собі, чим у коні кінців скорив-таки жіноче серце
Неабияк побавивши шляхетних гостей вигадливим незграбним уклоном і таким же привітальним мовленням, Журден запросив їх за розкішний стіл
Маркіза не без задоволення поглинала вишукані страви під акомпанемент екзотичних компліментів дивакуватого буржуа, коли все благоліпність зненацька була порушена появою розгніваної пані Журден. Тепер вона зрозуміла, навіщо її хотіли спровадити на обід до сестри — щоб чоловік міг спокійно спускати грошики зі сторонніми жінками. Журден з Дорантом взялися запевняти її, що обід на честь маркізи дає граф і він же за все платить, але їхні запевнення жодним чином не стримали запал ображеної дружини. Після чоловіка пані Журден узялася за гостю, якій мало бути соромно вносити розлад у чесне сімейство. Збентежена й скривджена маркіза встала через стіл і покинула хазяїв; слідом за нею вийшов Дорант.
Тільки знатні добродії пішли, як повідомили про нового відвідувача. Ним виявився переодягнений Ков'єль, що представився іншому батька пана Журдена. Покійний панотець хазяїна будинку був, за його словами, не купцем, як те всі навкруги повторювали, а найсправжнісіньким теперішнім дворянином. Розрахунок Ков'єля виправдався: після такої заяви він міг розповідати будь-що, не побоюючись, що Журден засумнівається в правдивості його слів.
Ков'єль повідав Журдену, що в Париж прибув його гарний приятель, син турецького султана, без розуму закоханий у нього, Журдена, дочка. Син султана хоче просити руки Люсіль, а щоб тесть був гідний нової рідні, він вирішив присвятити його в мамамуші, по-нашому — паладини. Журден був у захопленні.
Сина турецького султана представляв переодягнений Клеонт. Він висловлювався на моторошній тарабарщині, що Ков'єль нібито перекладав на французьку. З головним турком прибули муфтії й дервіші, що повеселилися під час церемонії від душі: вона вийшла дуже колоритною, з турецькими музикою, піснями й танцями, а також із ритуальним побиттям свата ціпками.
Доранту, присвяченому в задум Ков'єля, удалося нарешті вмовити Дорімену повернутися, спокусивши можливістю насолодитися кумедним видовищем, а потім ще й відмінним балетом. Граф і маркіза із самим серйозним видом поздоровили Журдена із присвоєнням йому високого титулу, тому ж не терпілося скоріше вручити свою дочку синові турецького султана
Люсіль спочатку ні за що не бажала йти за блазня-турка, але, як тільки впізнала в ньому переодягненого Клеонта, відразу згодилася, удаючи, що покірно виконує дочірній обов'язок. Пані Журден, у свою чергу, суворо заявила, що турецькому опудалу не бачити її доньки, як власних вух. Але варто було Ков'єлю шепнути їй на вухо пару слів, і мамуня змінила гнів на милість
Журден урочисто з'єднав руки юнака й дівчини, даючи батьківське благословення на їхній шлюб, а потім послали за нотаріусом. Послугами цього ж нотаріуса вирішила скористатися й інша пара — Дорант із Доріменою. Чекаючи представника закону всі присутні славно провели час, насолоджуючись балетом, поставленим учителем танців.
Короткий переказ - МІЩАНИН-ШЛЯХТИЧ

## Характеристика героїв
Пан Журден — головний герой «Міщанин-шляхтич», намагається наслідувати дворян одягом, звичками, манерами.
Риси характеру:
- марнославство (пихатість, гонористість)
- кмітливість — Журден помітив, що кравець украв у нього тканину
- самоприниження — по-рабськи захоплений тим, що граф поводиться з ним, «як із рівним»
- простодушність — постійно позичає гроші графу Доранту
- довірливість — вірить усім похвалам Доранта

Для Журдена бажання стати дворянином — прекрасна мрія. Пристрасно бажаючи здійснити цю мрію, Журден ні про що не може міркувати розсудливо, тому його дурять всі навколишні, в тому числі його вчителі лінгвістики, філософії, танців, фехтування. Журден хоче засвоїти манери дворян, щоб зовні бути схожим на них.
Комічне полягає в зіставленні невиправної грубості не вченої людини, її наївного невігластва, вульгарності мови та манер — з претензіями на дворянську витонченість. Така ситуація викликає у глядачів сміх, але не презирство. Однак при всій пристрасті «одворянитися» Журден зберігає свою живу натуру і залишається самим собою: даючи гроші в борг, він завжди знає їм рахунок; якщо його розсердити, він лається і б'ється, забуваючи все великосвітські правила; вивчаючи науки, він вибирає практичну; веселу народну пісеньку; він прославляє науку за те, що існують голосні й приголосні, приходить в захват від того, що говорить прозою.
Вірячи у всесилля грошей, Журден наймає дорогого кравця і не шкодує коштів на сукні. (Ось що значить одягтися по-панському! А будете ходити в міщанській сукні — ніхто не скаже «ваша милість»). Марнославство штовхає Журдена на зайві витрати: почувши звернення «ваша милість», він збільшує чайові помічникам кравця; ті, бачачи цю його слабкість, у міру зростання чайових зводять його в «сіятельство» і навіть «світлість». Через те ж марнославства Журден відмовляє Клеонта, закоханому в його дочку Люсіль. «… Дочка моя буде маркізою, а розлютили мене ще пущі, так я її герцогинею зроблю!» — відповідає він пані Журден, яка на відміну від чоловіка вважає вдалим тільки шлюб з рівним і бачить осліплення свого чоловіка.
Необґрунтовані претензії Журдена перешкоджають особистому щастю його дочки, але вони ж, зрештою допомагають слузі Ков'єлю влаштувати шлюб Люсіль і Клеонта, дотепно розігравши довірливого і готового на все заради прилучення до аристократичного стану буржуа: переодягнувшись і представившись турецькими підданими, Ков'єль просить руки Люсіль від імені сина турецького султана і посвячує його в «мамамуши», для чого Журдена переодягають турком, голять і змушують брати участь у безглуздій «церемонії посвяти».
Граф Дорант — збіднілий дворянин, який утратив можливість, але не бажання «широко» пожити на чужий кошт.
Дорант хоче поліпшити свої справи, одружившись із багатою маркізою Дорименою, але залицяння потребує грошей. Із цією метою Дорант використовує простодушного пана Журдена. Граф схиляє пана Журдена до думки, що Доримена не проти прийняти його залицяння. Заради здійснення своєї заповітної мрії — стати аристократом — пан Журден надсилає маркізі коштовні подарунки, улаштовує для неї розваги та бенкет у своєму домі.
Риси характеру:
- хитрий
- підступний
- лицемірний
- з презирством ставиться до Журдена, зневажає його, але випрошує в Журдена подачки
- шахрай і авантюрист; обдурює і Журдена, і маркізу

Дорант домігся прихильності маркізи подарунками, тобто переконав її, що він багатий. Це і стало для маркізи головним у її рішенні одружитися з ним. У цьому прихована тонка насмішка над обома аристократами: маркіза шукає багатого жениха, а граф — багату наречену. Маркіза дає згоду на шлюб, бо вважає Доранта дійсно тим, за кого той себе видає. її розчарування автор мудро виніс за межі комедії.
Пані Журден — дружина, в порівнянні з чоловіком розумна і начитана, обдурити не просто, відразу бачить підступ. Дружина Журдена, істинна представниця дворянства. Це розсудлива, практична жінка з почуттям власної гідності. Вона всіма силами намагається протистояти манії свого чоловіка, його недоречним претензіям: "Ти збожеволів на всіх цих примхах, муженьок. І почалося це у тебе відтоді, як ти здумав водитися з важливими добродіями ". Всі зусилля пані Журден спрямовані на те, щоб очистити будинок від непрошених гостей, які живуть за рахунок її чоловіка і використовують його довірливість і марнославство в своїх цілях: «Ось що, гони-но ти своїх вчителів в шию з усією їх тарабарщиною»
Люсіль — вперта, закохана в Клеонта, дочка Журдена. Люсіль отримала гарне виховання, вона любить Клеонта через його достоїнства. Тому, не знаючи про задум коханого та його слуги, щиро обурюється і пручається спробі батька видати її заміж за сина турецького султана: "Ні, батюшка, я вже вам сказала, що немає такої сили, яка примусила б мене вийти заміж за кого-небудь, крім Клеонта ".
Клеонт — закоханий в Люсіль. Клеонт шляхетний не за походженням, а за характером, він чесний, правдивий, люблячий. Клеонт впевнений, що тільки душевне благородство людини та її розумна поведінка в суспільстві є істинними. На його думку, всякий обман кидає на людину тінь. В образі Клеонта втілився ідеал класицизму: Насправді шляхетною людиною міг бути тільки той, хто у своїй поведінці керувався вимогами розуму, виходив з того, що прийнято було вважати добром.
Маркіза Дорімена — молода вдова, яка прагне розкоші, світських розваг і хоче зробити вигідну партію. Вважаючи графа Доранта багатим, вона погоджується вийти за нього заміж, радіючи, що заволодіє не тільки його серцем, а й майном. Проте Дорімена потрапляє у тенета власної розбещеності, її вади обертаються проти неї самої.
Ковьель та Ніколь — розумні, вірні слуги, закохані один в одного. Вони, як і пані Журден засуджують вигадки пана Журдена, його небажання одружити Люсіль з Клеонтом, відверто насміхаються з нього.
Характеристика Журдена - головного героя комедії Мольєра «Міщанин-шляхтич»
Учителі пана Журдена (За комедією Мольєра «Міщанин-шляхтич»)

## Постановки в Україні
Сучасні постановки п'єси в Україні включають постановку Луганського обласного академічного музично-драматичного театру, київських театрів На Липках та Лесі Українки.

## Музика

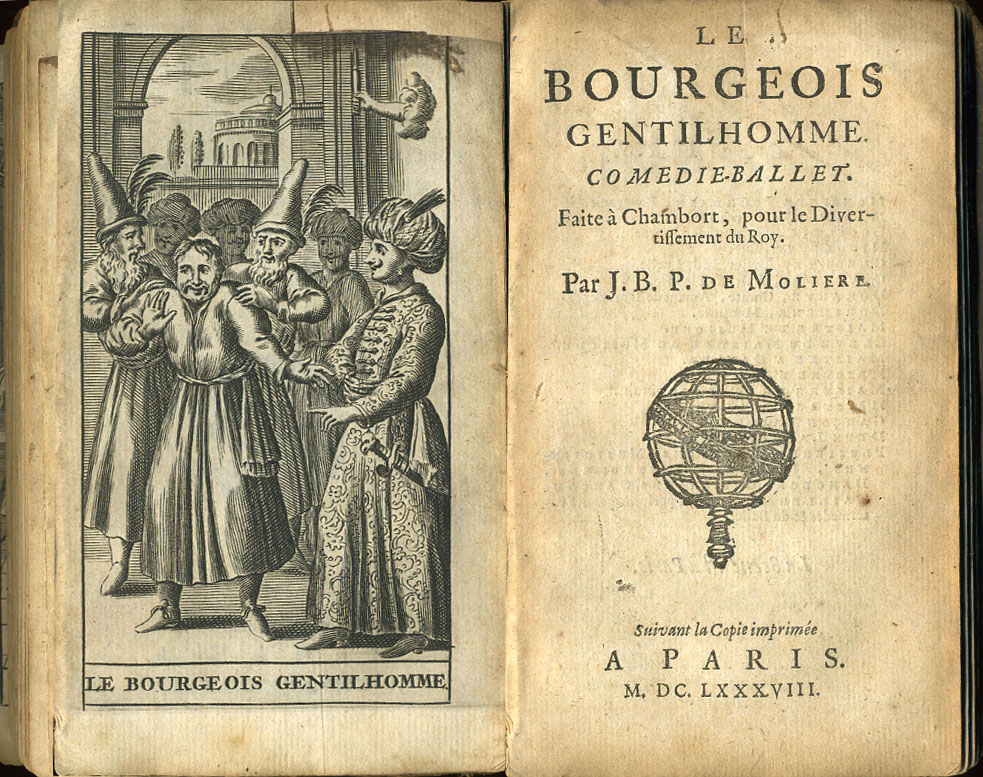
Титульна сторінка видання 1688

## Адаптації
Міщанин у дворянстві / Le bourgeois gentilhomme  (2009) — французький комедійний фільм, у головних ролях Крістіан Клав'є та Крістіан Де Шалонж.